# 공공근로사업
공공근로사업(公共勤勞事業, The Public Laboring Project)은 실직자 및 노숙자 등 저소득취약계층을 위한 재취업의 기회를 제공하고자 시행하고 있는 실업 대책 사업의 하나이다.

## 근로조건
- 대한민국에서는 공공근로사업에 참여한 노동자들의 고용계약기간이 3개월이다.
- 공공근로사업에 참여하는 노동자들의 법적 지위는 근로기준법(제4조)상의 노동자 곧 근로를 제공하고 사용자로부터 경제적 보상을 받는 사람이며, 매일 매일 고용계약이 체결되고, 해지되는 일용 근로자 또는 일용직 노동자로 본다(조사자의 논문에서는 조사지에서 관리자들이 부르는 인부라는 명칭을 사용했다).[2]